# Публій Клодій Фразея Пет
Публій Клодій Фразея Пет (лат. Publius Clodius Thrasea Paetus; ? — 66) — політичний діяч ранньої Римської імперії, консул-суффект 56 року, філософ—стоїк.

## Життєпис
Походив з роду Клодіїв з м. Патавіум. Про батьків немає відомостей. замолоду перебрався до Риму. Тут здобув повагу та прихильність з боку різних станів. Тоді ж став сенатором. У 56 році призначено консулом-суффектом разом з Луцієм Дувієм Авітом. Тоді ж йому було доручено слідкувати за книгами Сівілли. У 57 році підтримував у сенаті посланців провінції Кілікії, які скаржилися на зловживання намісника Гая Коссуціана Капітона.
У 59 році виступив з критикою вбивства Нероном своєї матері Агріппіни. Після цього випадку фактично очолив духовну опозицію до імператора. У 62 році виступав за м'якіше покарання для претора Антістія Сосіана, який випустив книгу з критикою Нерона. Внаслідок постійних конфліктів з імператором Фразея Пет відійшов від участі у роботі сенату. Своїм бездоганним життям Пет протиставив себе розпусті Нерона та його оточення. У наступні роки захищав Клавдія Тімарха, виступав за обмеження надання грошових та інших подяк намісникам провінцій, але сенат не підтримав Пета.
Зрештою у 66 році Нерон під загрозою війська змусив сенат проголосувати за страту Пета. Народний трибун Арулен Рустік запропонував накласти вето на рішення сенату, проте Фразея Пет відмовився й наклав на себе руки, порізавши вени.

## Родина
Дружина — Цецинія Аррія Молодша
Діти:
- Фаннія